# Бъйлещ
Бъйлещ (на румънски: Băilești) е град в окръг Долж, Влашко, Румъния. Административен център е на община Бълейщ (от 2001 г.), включваща града и село Баласан (Balasan).

## География
Намира се на 17 километра северно от река Дунав (на 20 км от Лом, България), на 49 км южно от окръжния център Крайова, на 223 км западно от столицата Букурещ.
Населението на общината наброява 17 437 души според преброяването от 2011 г. Село Баласан – единственото друго населено място в общината, има 671 жители през 2002 г., когато населението на цялата община е от 20 083 души. Градът има около 17 хил. жители към 2011 г.

## История
Една от теориите за образуването на Бъйлещ е, че отначало възниква като българско туканско село. Туканите са били вече румънизирани, когато през 1806-1814 г. и 1828 г. в селото пристига нова вълна от българи-бежанци, главно от град Габрово, с. Бъзовец (Ломско), Лом паланка, Видбол (Видинско). Те са от групата на градинарите. От село Бъйлещ в края на 19 век се изселват български семейства по посока селата Голенц и Търнава.

## Население

### Българи
Според източници през периода 1910-1920 г. в града е имало 4500 българи по произход от Видинско. През 1969 г. в града е имало над 500 български семейства. Днес българите населяват основно кварталите Габровени-20-30 къщи и Бекерещ. Те се намират в източната част на района Сърби, който е наследник на българската част на бившето село Бъйлещ. В наши дни в Сърби живеят и много румънци и румънизирани българи. Официално българи в града почти няма. Само 6 жители са записани като българи. Българите от поколението 50-90 г. имат българско самосъзнание. Младите се представят за румънци, но съзнават българския си произход. Част от румънците в града са потомци на румънизирани българи-тукани, наричани от местните българи румънизати или власи българи. Българският език все още се говори в града под формата на шопски диалект от цибришко-огостенски тип.

## Личности
- Амза Пеля (1931 – 1983) – актьор
- Марчел Юреш (1951) – актьор